# Дружинь
Дружинь (пол. Drużyń) — село в Польщі, у гміні Ґраново Ґродзиського повіту Великопольського воєводства.
Населення — 236 осіб (2011).
У 1975-1998 роках село належало до Познанського воєводства.

## Демографія
Демографічна структура станом на 31 березня 2011 року:
|          | Загалом | Допрацездатний вік | Працездатний вік | Постпрацездатний вік |
| -------- | ------- | ------------------ | ---------------- | -------------------- |
| Чоловіки | 116     | 23                 | 84               | 9                    |
| Жінки    | 120     | 34                 | 65               | 21                   |
| Разом    | 236     | 57                 | 149              | 30                   |